# Олексій Лотман
Олексій Лотман, ест. Aleksei Lotman (відомий як Алекс Лотман, ест. Alex Lotman, Aleks Lotman; нар. 6 травня 1960, Ленінград) — естонський біолог, захисник навколишнього середовища та політик.

## Життєпис
З 2010 до 2011 року Лотман був лідером естонської Партії зелених, яка на виборах 2011 року не отримала жодного представника у парламенті.